# L'École de la chair
L'École de la chair è un film del 1998 diretto da Benoît Jacquot, tratto dal romanzo La scuola della carne (1963) di Yukio Mishima. La storia viene spostata dal Giappone del secondo dopoguerra alla Parigi degli anni novanta.
È stato presentato in concorso al 51º Festival di Cannes.

## Trama
Dominique, una stilista parigina di mezz'età, conosce il giovane gigolò bisessuale Quentin e se ne invaghisce. I due vivono in ambienti totalmente diversi e tutto parrebbe separarli, ma la loro storia prosegue per diverso tempo: al suo termine Dominique farà ritorno al proprio mondo, trasformata dalla relazione.

## Riconoscimenti
- 1998 - Festival di Cannes
  - In competizione per la Palma d'oro
- 1999 - Premi César
  - Candidatura per la migliore attrice a Isabelle Huppert